# عزه زعرور
عزة زعرور (۲۶ فوریه ١٩٨٩ -)، هنرمند اهل فلسطین و مجری شبکه ام بی سی ۳ است.

## زندگی‌نامه
خانواده‌اش علاقه‌مندی وی را به هنر از همان خردسالی کشف کردند و او در هنگام مدرسه در تعدادی زیادی فعالیت‌های هنری و تئاتری شرکت کرد و چند آهنگ نیز ضبط کرد. وی هنگامی که ۱۰ سال داشت حضور در جشنواره‌های هنری را آغاز کرد و در جشنواره‌هایی که در مصر، امارات متحده عربی، تونس و فرانسه شرکت کرد. مسیرش در تلویزیون از سن ۱۳ سالگی آغاز شد و چندین برانامه کودک در شبکه‌های مختلف ارائه کرد و در یک فیلم بازی کرد. وی به شهرداری جنین پیوست و در بخش کودکان فعالیت خود را آغاز کرد و در انجمن‌های حمایت از کودک فعالیت کرد.

### ازدواج
وی در ۳ سپتامبر ۲۰۱۲ با شخصی به نام «احمد شمه» ازدواج کرد. او در سال 2019 طلاق گرفت و او در 10 مارس 2020 با نور یاسین ازدواج کرد.